# Bitterblue
Bitterblue è l'ottavo album in studio della cantante gallese Bonnie Tyler, pubblicato nel 1991.

## Tracce
1. Bitterblue – 3:50 (Dieter Bohlen)
2. Against the Wind – 3:59 (Bohlen)
3. Careless Heart – 4:33 (Albert Hammond)
4. Whenever You Need Me – 4:04 (David Yorath, Bonnie Tyler, David Madiran)
5. Where Were You – 5:12 (Hammond)
6. Save Me – 4:09 (Hammond)
7. He's Got a Hold on Me – 4:15 (Nik Kershaw)
8. Keep Your Love Alive – 4:24 (Giorgio Moroder)
9. Tell Me the Truth – 3:48 (Bohlen)
10. con Giorgio Moroder – Heaven Is Here – 4:40 (Moroder)
11. Love Is in Love Again – 4:40 (Moroder)
12. con Dan Hartman – Till the End of Time – 4:03 (Moroder)
13. Too Hot – 3:27 (Bohlen)
14. Why – 3:56 (Bohlen)

## Classifiche
| Classifica (1992) | Posizione raggiunta |
| ----------------- | ------------------- |
| Austria           | 1                   |
| Finlandia         | 8                   |
| Germania          | 22                  |
| Norvegia          | 1                   |
| Regno Unito       | 78                  |
| Svezia            | 22                  |
| Svizzera          | 21                  |